# Wohn- und Wirtschaftsgebäude Lange Straße 13
Das Wohn- und Wirtschaftsgebäude Lange Straße 13 in der niedersächsischen Gemeinde Geestland, Ortsteil Sievern, im Landkreis Cuxhaven, stammt aus der zweiten Hälfte des 19. Jahrhunderts.
Aktuell (2024) wird es wohl als Wohnhaus und gewerblich genutzt.
Das Gebäude steht unter Denkmalschutz (siehe auch Liste der Baudenkmale in Geestland).

## Beschreibung
Das Dorf Sievern brannte 1857 fast vollständig ab. Der Wiederaufbau geschah planmäßig entlang der Straßen Schlipp und Lange Straße mit giebelständigen Backsteinbauten.
Das eingeschossige giebelständige Gebäude in Backstein als Hallenhaus, mit Steilgiebel und reetgedecktem Satteldach und der Grooten Door mit Rundbogen, sowie rundbogigen Mistgangtüren und Fenstern u. a. zur Belichtung des Dachbodens, wurde um 1860 gebaut. Der Wirtschaftsteil wurde um 1900 überarbeitet.
Das Landesdenkmalamt befand u. a.: „… aus geschichtlichen und städtebaulichen Gründen wegen des orts- und siedlungsgeschichtlichen, gebäudetypischen, straßen- und ortsbildprägenden Zeugniswerts …“
Siehe auch: Wohn- und Wirtschaftsgebäude Lange Straße 11